# Letteratura friulana
La letteratura friulana raccoglie l'insieme delle opere letterarie prodotte in Friuli e scritte in lingua friulana, dalla sua nascita ai giorni nostri.

## Dalle origini al Cinquecento
Le prime testimonianze dell'uso della lingua friulana si hanno in alcuni documenti del XIII e XIV secolo, mentre nel XV secolo inizierà la stampa dei primi documenti, tuttavia con grafie diverse tra loro, in quanto non ancora standardizzate.
Nel Cinquecento friulano si assiste alla vicenda di Menocchio, in arte Domenico Scandella, popolano condannato dall'inquisizione come eretico per le sue teorie sul cristianesimo e sulla sua concezione del mondo. Nonostante la mancanza di suoi testi scritti, fu un personaggio di grande importanza in campo letterario, e condizionò molti posteri. In seguito, infatti, fu anche fondato nella città natale, Montereale Valcellina, il circolo culturale con l'omonimo nome.

## Seicento
Nel periodo del barocco e dell'accademia, anche in Friuli si registrano queste tendenze. Nasce a Udine la Brigata Udinese, un cenacolo di poeti (tre notai, un pittore, un magistrato, due sacerdoti, un avvocato) che scrivono versi in friulano. Molti altri poeti scrivono in friulano e tra questi spicca il conte Ermes di Colloredo, che viene considerato il padre della letteratura friulana, dando ad essa coscienza delle proprie possibilità artistiche. Tra gli altri vanno ricordati anche Ciro di Pers, Eusebio Stella e Antonio Dragoni.

## Settecento
In questo secolo prosegue la spinta del Colloredo e si assiste ad una diffusione della letteratura friulana, che comincia a vedere tra i propri destinatari la piccola nobiltà terriera, padrona della lingua che usa per trattare con coloni e mezzadri. Necessariamente, visto che questa è la lingua del popolo, tanto che anche i sermoni in chiesa vengono fatti in friulano. Tra gli autori si annoverano Giusto Fontanini, Bernardino Cancianini e Gabriele Paciani. Nella zona di Gorizia, troviamo Gio Maria Marussig, Gian Giuseppe Bosizio e Marzio di Strassoldo.

## Ottocento
In questo secolo, dopo la caduta di Venezia ad opera di Napoleone e l'ingresso del regno Lombardo-Veneto nell'impero austriaco, il friulano diviene la lingua di una delle tante etnie dell'impero, facendo aumentare la consapevolezza nell'uso di essa. Ma si amplia anche la platea dei fruitori della letteratura, registrando in questo periodo l'ingresso di borghesi e artigiani tra le classi colte. Nella seconda metà del secolo, poi, la parola scritta si andrà diffondendo sempre di più a livello popolare. In questo periodo spiccano i nomi di Pietro Zorutti e Caterina Percoto.

## Novecento
Nei primi anni di questo secolo occorre citare Vittorio Cadel e Bindo Chiurlo, mentre tra gli autori più illustri del secondo dopoguerra compare Pier Paolo Pasolini, il quale fondò nel 1945 l'Academiuta di lenga furlana, quale conseguenza del felibrismo nato in Francia nell'Ottocento.
Autori di questo periodo sono anche:Maria Gioitti Del Monaco, Giuseppe Marchetti, Novella Cantarutti, Riedo Puppo, Otmar Muzzolini, Leone Comini, Amedeo Giacomini, Alberto Picotti, Ida Vallerugo, Giovanni Lorenzoni, Domenico Zannier e Franco de Gironcoli.
Tra i personaggi che hanno influito sulla diffusione della letteratura friulana nel Novecento vanno citati: Ugo Pellis, che fu uno dei fondatori della Società filologica friulana; Pier Antonio Bellina (detto Pre Toni) e Francesco Placereani (detto Pre Checco Placeran) ebbero un ruolo importante nella produzione di testi, poesie ed articoli in friulano, traduzione dall'italiano e nella creazione dell'identità friulana nel periodo attuale; Dino Virgili, Gianfranco D'Aronco e Luciano Verona sono autori oltre che di vari scritti anche di antologie di letteratura friulana.
Nel periodo contemporaneo occorre citare il nome di Pierluigi Cappello, il quale ha tradotto in friulano diverse opere, unito a quelli di Carlo Sgorlon, Federico Tavan, poeta andreano, Carlo Tolazzi.